# Chieko Baisho
Chieko Baisho (倍賞 千恵子, Baishō Chieko, ur. 29 czerwca 1941)  – japońska aktorka i piosenkarka. Jest znana za występ jako Sakura w anime Otoko wa tsurai yo w latach 1969-1995. Od lat 60. XX w. grała w wielu filmach, które reżyserował Yōji Yamada. Zdobyła Nagrodę Filmową Hochi w kategorii najlepsza aktorka w 1980 za film Haruka naru yama no yobigoe.

## Filmografia
| Rok       | Tytuł                        | Rola               | Reżyser                    | Komentarz   |
| --------- | ---------------------------- | ------------------ | -------------------------- | ----------- |
| 1965      | Kiri no Hata                 |                    | Yoji Yamada                |             |
| 1969–2019 | Otoko wa Tsurai yo           | Sakura Suwa        | Yoji Yamada                |             |
| 1970      | Kazoku                       | Tamiko Kazami      | Yoji Yamada                | Główna rola |
| 1977      | Shiawase no kiiroi hankachi  | Mitsue Shima       | Yoji Yamada                |             |
| 1980      | Haruka naru yama no yobigoe  | Tamiko Kazami      | Yoji Yamada                |             |
| 1981      | Eki Station                  | Kiriko Michio      | Yasuo Furuhata             |             |
| 1981      | Kidō Senshi Gundam           | Kamaria Ray (głos) | Ryōji Fujiwara             |             |
| 1981      | Unico                        | West Wind (głos)   | Toshio Hirata Osamu Tezuka |             |
| 1986      | Kinema no Tenchi             | Yuki               | Yoji Yamada                |             |
| 1988      | Kibō to Itami                | Tamiko Shima       | Yoji Yamada                |             |
| 1997      | Gekijōban Janguru Taitei     | Lyre (głos)        | Yoshio Takeuchi            |             |
| 2004      | Ruchomy Zamek Hauru          | Sophie (głos)      | Hayao Miyazaki             |             |
| 2004      | Ukryte ostrze                | Mrs. Katagiri      | Yoji Yamada                |             |
| 2008      | Kābē                         | Adult Hatsuko      | Yoji Yamada                |             |
| 2010      | THE LAST, Zatōichi Za Rasuto | Mitsu              | Junji Sakamoto             |             |
| 2013      | Tokyo Newcomer               | Kimie Igarashi     | Qingmin Jiang              |             |
| 2013      | Subete wa Kimi ni Aeta kara  | Kotoko Oshima      | Katsuhide Motoki           |             |
| 2014      | Mały Domek                   | Taki Nunomiya      | Yôji Yamada                |             |